# NGC 6198
NGC 6198 is een elliptisch sterrenstelsel in het sterrenbeeld Draak. Het hemelobject werd op 28 juni 1886 ontdekt door de Amerikaanse astronoom Lewis A. Swift.

## Synoniemen
- UGC 10467
- MCG 10-24-3
- ZWG 299.7
- NPM1G +57.0212
- PGC 58554